# Casco calcídico

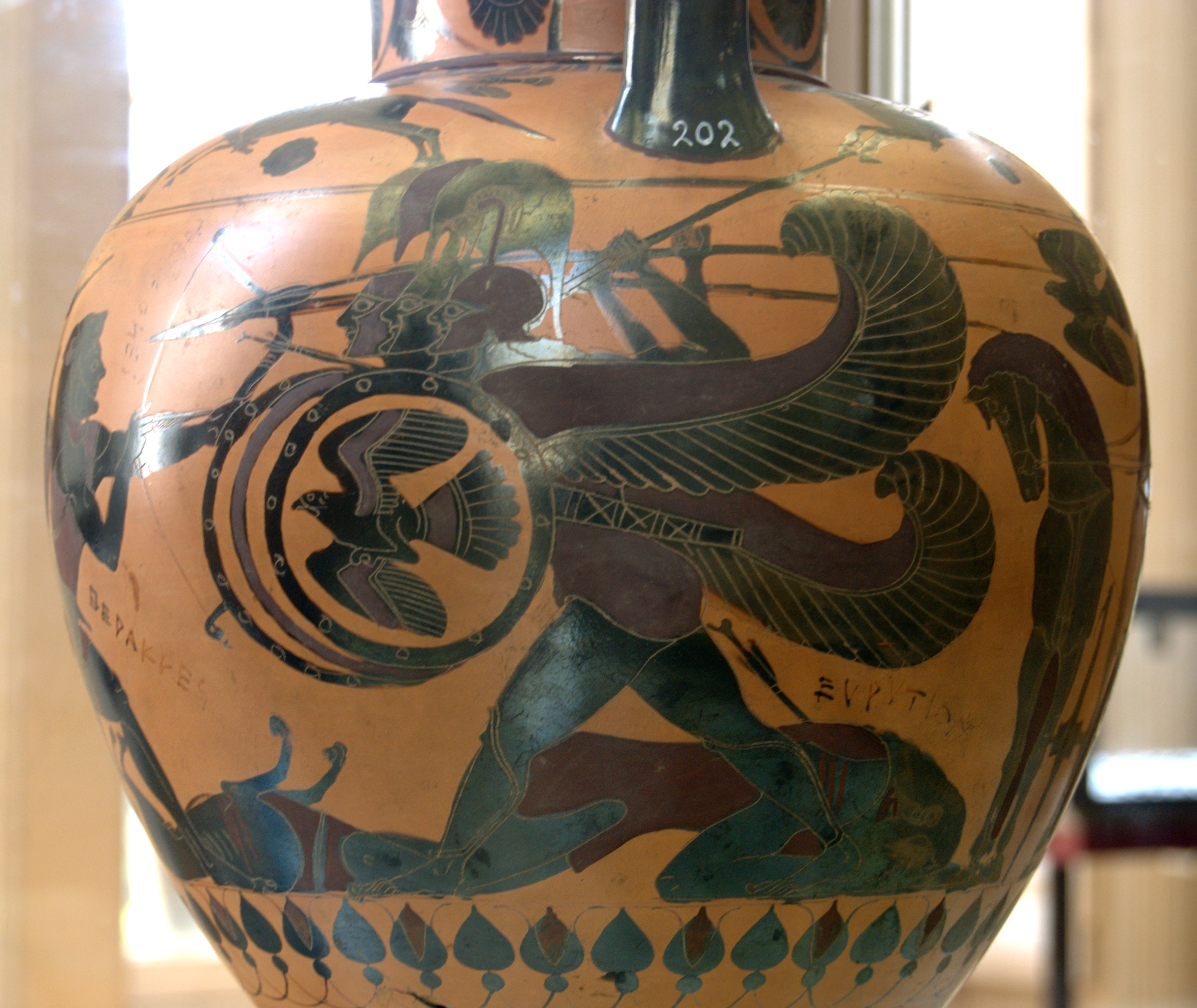
Cerámica calcídica que representa a Heracles luchando con el monstruo Gerión, cada cabeza está cubierta con un casco calcídico.

El casco calcídico fue un casco de bronce usado por los antiguos guerreros, hóplitas, del mundo helénico, especialmente popular en Grecia en los siglos V y IV a. C. En el mismo periodo fue utilizado extensamente en las zonas griegas del Sur de Italia.

## Terminología
Fue denominado con dicho nombre porque fue el primero, y el más comúnmente representado en la cerámica procedente de la ciudad Calcis de la isla de Eubea, y no necesariamente porque hubiera sido creado allí, ni tampoco en la Calcídica.

## Descripción

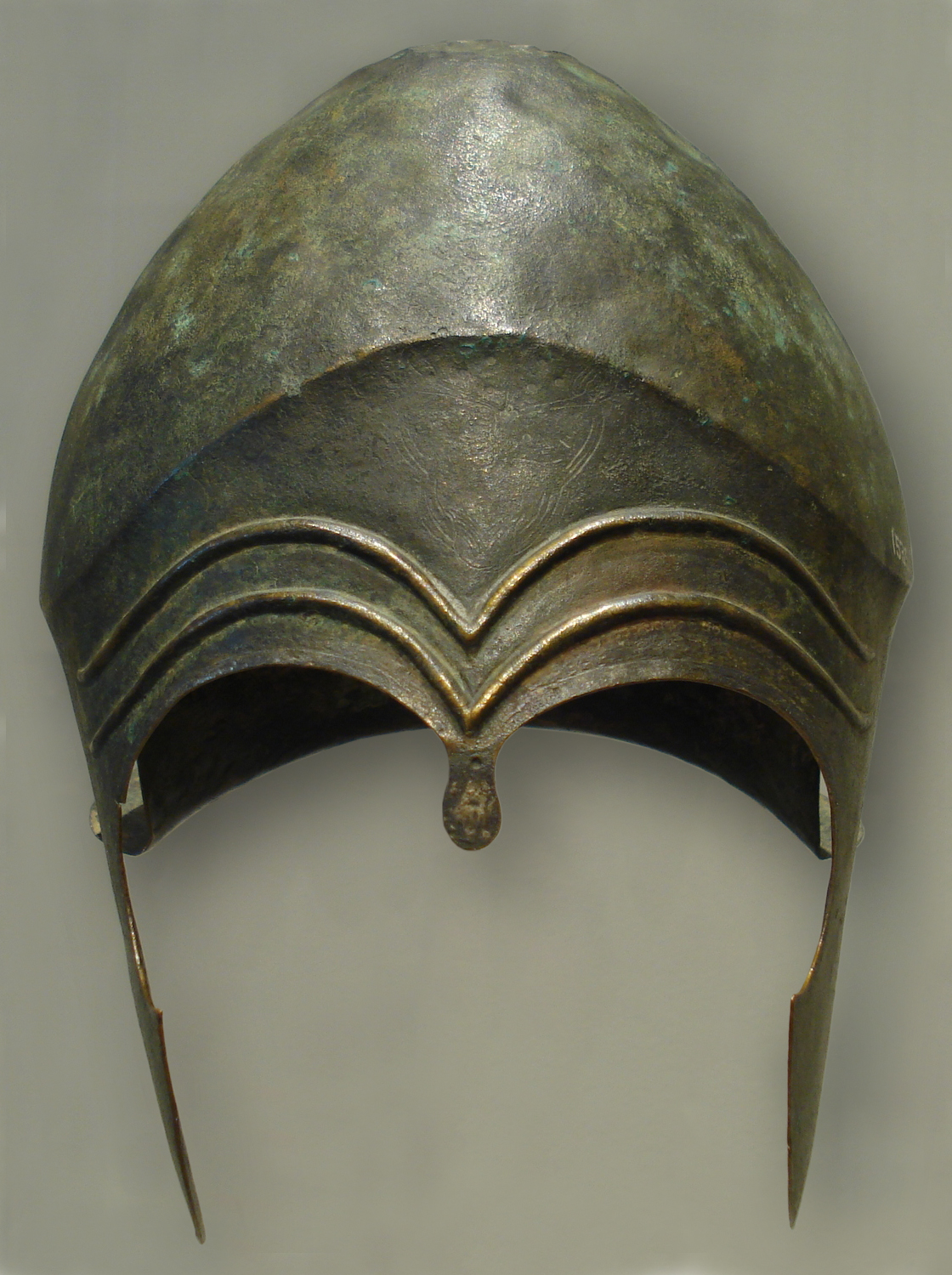
Casco calcídico de bronce, segunda mitad del siglo VI a. C.

Parece haber sido una evolución del casco corintio; sus mejoras en el diseño proporcionaron unas mejores audición y visión, dando como resultado un casco más ligero y menos voluminoso.
Consistía en una semiesfera, con protectores de mejillas y de nuca, con un importante recorte en forma de bucle en cada lado para las orejas. En la parte frontal, entre las protecciones para las mejillas, tenía un protector nasal. 
Podía estar hecho de una sola pieza, o las piezas de los protectores de mejillas podían unirse mediante bisagras, lo que facilitaba su construcción y que ponérselo resultara más fácil. En Italia, se referían al que llevaba protectores fijos de mejillas  con el nombre de calcídico, mientras que el que las llevaba con bisagras era llamado lucano, porque fue ampliamente usado en Lucania.
El casco debería tener practicado un agujero en cada protector de mejilla para acoger un revestimiento interior de cuero. En la parte superior del casco solían colocarse adornos como crestas y otras prominencias.

## Uso
En la época de Alejandro Magno, este tipo de casco aún era usado por los soldados de infantería pesada, especialmente los hoplitas, no así los espartanos que llevaban casco en forma de píleo. Es probable que algunos de los soldados macedonios que conquistaron Grecia y llegaron a forjar un importante imperio helenístico también llevaran el casco calcídico. 
Se cree que de él se desarrolló el casco ático.